# Liste des rues de Woluwe-Saint-Lambert
Ci-dessous, la liste complète des rues de Woluwe-Saint-Lambert, commune belge située en région bruxelloise.

## A

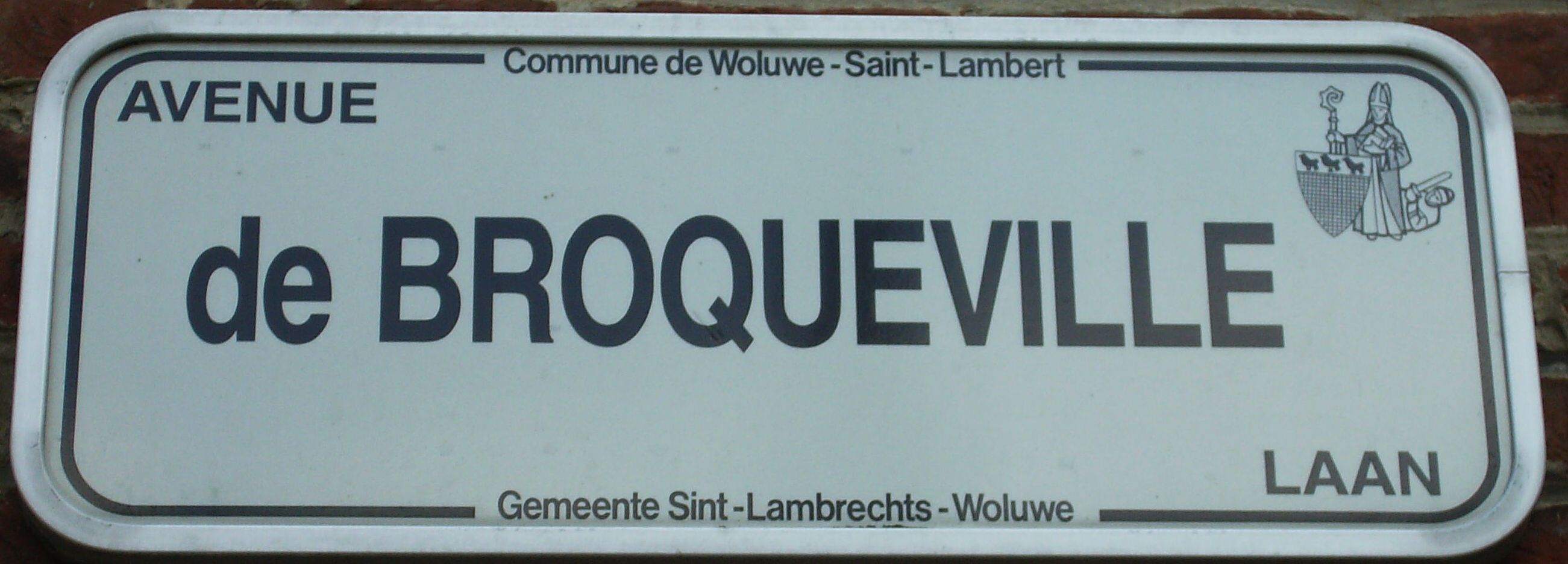
plaque de rue typique aux armoiries de Woluwe-St-Lambert

- rue Abbé de L'Épée
- rue Abbé Jean Heymans
- avenue Guillaume Abeloos
- rue de l'Activité
- avenue Konrad Adenauer
- rue Joseph Aernaut
- avenue Albert-Élisabeth
- avenue Albertyn
- place de l'Alma
- promenade de l'Alma
- avenue Andromède
- avenue d'Août
- avenue de l'Aquilon
- galerie des Argousiers
- rue d'Aragon
- avenue Ariane
- avenue de l'Assomption
- rue de l'Athénée Royal
- rue d'Attique
- avenue d'Avril

## B
- avenue Baden Powell
- clos de la Balance
- rue des Bannières (aussi Woluwe-Saint-Pierre)
- rue Batonnier Braffort (aussi Etterbeek)
- clos Bel Horizon
- avenue du Bélier
- avenue du Bleuet
- rue des Bleuets
- rue au Bois (aussi Woluwe-Saint-Pierre)
- rue du Bois de Linthout
- avenue du Bois de Sapins
- avenue du Bois Jean
- rue de la Bonne Reine
- clos des Bouleaux
- clos du Bouton d'Or
- boulevard Brand Withlock (aussi Woluwe-Saint-Pierre)
- avenue Jacques Brel
- rue de Bretagne
- avenue des Briqueteries

## C
- avenue de Calabre
- rue de la Cambre
- avenue du Capricorne
- clos de la Carène
- place du Carnoy
- rue Carrefour
- avenue Cassiopée
- clos Cassiopée
- avenue du Castel
- rue Cayershuis
- avenue du Centaure
- clos du Centaure
- avenue des Cerisiers (aussi Schaerbeek)
- avenue de la Chapelle
- avenue Chapelle-aux-Champs
- clos Chapelle-aux-Champs
- avenue de la Charmille
- rue de la Charrette
- rue du Château Kieffelt
- avenue du Chèvrefeuille
- avenue de la Claireau
- avenue de la Cluse
- avenue J.R. Collon
- avenue des Communautés
- avenue des Constellations
- avenue de Toutes les Couleurs
- avenue du Couronnement
- rue André Crabbé
- avenue des Créneaux
- avenue de la Crête
- chemin de la Crête
- rue Crocq
- avenue de la Croix du Sud

## D
- avenue Robert Dalechamp
- clos du Dauphin
- avenue Jean-François De Becker
- rue François Debelder
- avenue de Broqueville (Charles de Broqueville) (aussi Woluwe-Saint-Pierre)
- clos Théodore De Cuyper
- rue Théodore De Cuyper
- avenue Raymond De Meester
- avenue Charles de Thiennes
- rue de Décembre
- place J.B. Degroof
- rue des Déportés
- avenue du Dernier Repos
- chemin des Deux Maisons
- avenue des Deux Tilleuls
- avenue Marcel Devienne
- avenue Henri Dietrich
- avenue des Dix-Arpents
- clos du Dragon
- rue Dries
- rue du Duc
- rue de la Duchesse
- avenue Albert Dumont

## E
- avenue Échevin Van Muylders
- rue de l'Écluse
- rue de l'Église Saint-Lambert
- avenue des Éoliennes
- avenue de l'Équinoxe
- avenue de l'Excursion

## F
- rue Fabry
- avenue de Février
- avenue de la Fleur de Blé
- place de la Fleur de Blé
- rue des Floralies
- clos Foliant

## G
- avenue des Gémeaux
- avenue Général Bastin
- avenue Général Lartigue
- avenue du Gibet
- avenue Victor Gilsoul
- clos Victor Gilsoul
- avenue du Gobelet d'Or
- drève de la Grange aux Dîmes
- avenue Louis Gribaumont
- Groenenberg
- Grootveld
- avenue Léon Grosjean
- Gulledelle

## H
- avenue Georges Henri
- avenue Heydenberg
- avenue Hippocrate
- avenue Hof ten Berg
- drève Hof ter Musschen
- avenue Herbert Hoover (aussi Schaerbeek)
- rue Jacques Hoton
- avenue Paul Hymans

## I
- avenue de l'Idéal
- avenue des Iles d'Or

## J
- avenue de Janvier
- rue Louis Jasmin
- avenue Oscar Jespers
- avenue Albert Jonnart
- square Joséphine-Charlotte
- avenue de Juillet

## K
- petite rue Kelle
- rue Kelle
- Kerkedelle
- rue Klakkedelle
- rue Kleinenberg
- rue Konkel
- avenue de Kraainem

## L
- rue Henri Lafontaine
- avenue Lambeau
- avenue Jean Laudy
- avenue de la Lesse
- square Levie (aussi Schaerbeek)
- rue de la Liaison
- avenue de la Licorne
- clos de la Licorne
- rue Lieutenant Freddy Wampach
- Lindenberg
- passage de Linthout
- rue de Linthout (aussi Etterbeek et Schaerbeek)
- chaussée de Louvain (aussi Saint-Josse-ten-Noode, Schaerbeek, Evere et Flandre)
- clos du Lynx

## M

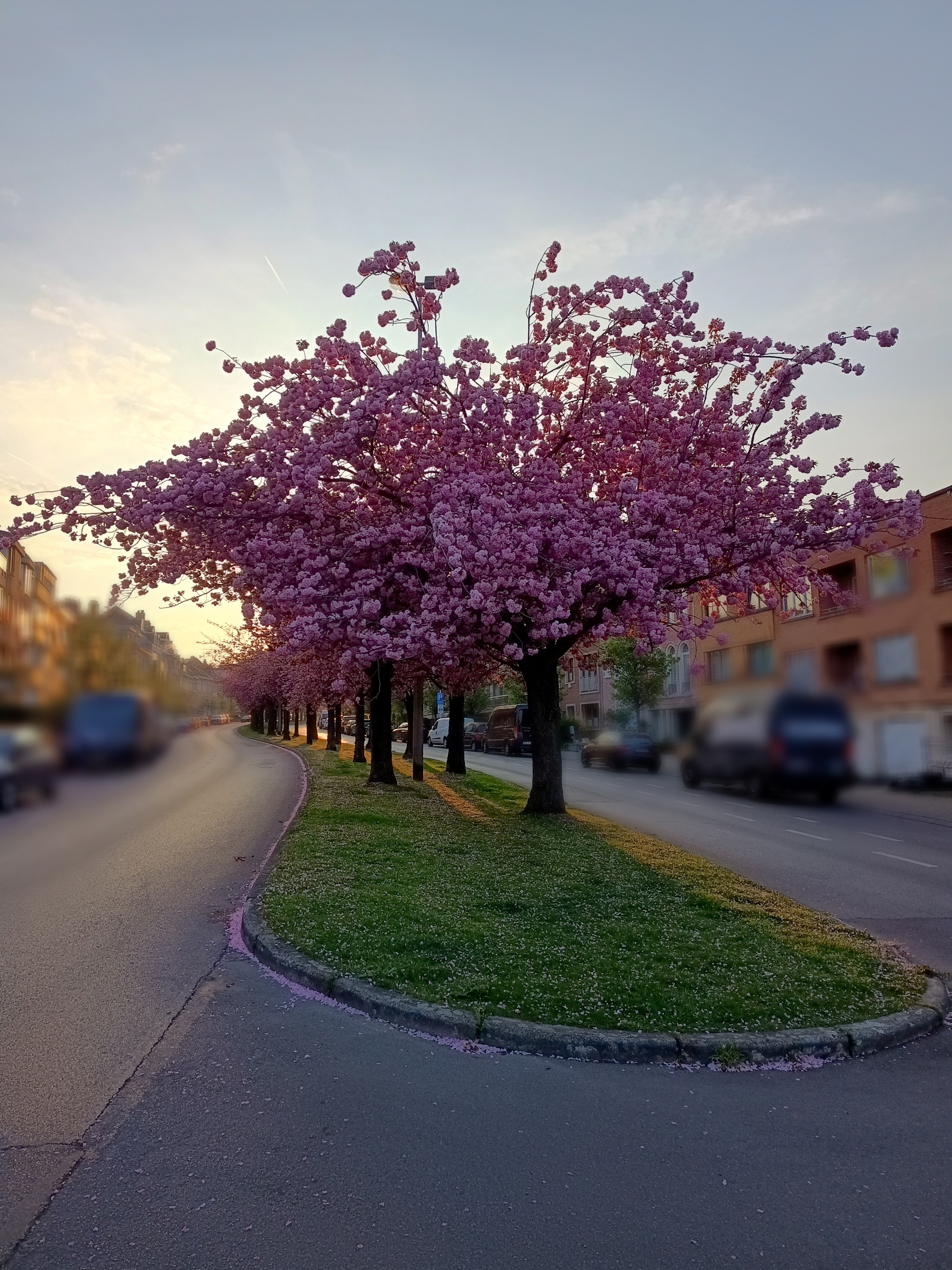
Cerisiers en fleurs sur l'avenue de Mai

- rue Madyol
- avenue Georges Maerckaert
- avenue de MaiCerisiers en fleurs sur l'avenue de Mai
- place de Mai
- parc Malou
- avenue Marie la Misérable
- avenue Marie-José
- square Marie-José
- clos Marinus
- avenue de Mars (aussi Schaerbeek)
- rue G.J. Martin
- jardin Martin V
- rue Martin V
- rue Fernand Melard
- rue du Menuisier
- square de Meudon
- avenue Mistral
- avenue Jean Monnet
- rue Montage des Cerisiers
- clos Montagne des Lapins
- avenue Constant Montald
- rue Moonens
- avenue Emmanuel Mounier
- avenue Gilbert Mullie

## N
- rue Neerveld
- avenue de la Nielle
- rue Notre-Dame

## O
- rue d'Octobre
- avenue des Ombrages
- avenue Orion

## P
- avenue de la Palestre
- avenue Henri Pauwels
- avenue du Péage
- avenue Pégase
- avenue de la Perspective
- clos des Peupliers
- quartier des Pléiades
- avenue des Pléiades
- rue du Pont-Levis
- rue du Pontonnier
- avenue Prékelinden
- avenue du Prince Héritier
- clos Prométée

## Q
- clos des Quatre-Saisons

## R
- rue Georges Rency
- avenue du Rêve
- rue de la Rive
- rue de la Roche Fatale
- avenue des Rogations
- avenue du Roi Chevalier
- chaussée de Roodebeek
- avenue J.P. Rullens

## S
- place du Sacré-Cœur
- avenue du Sagittaire
- parvis Saint-Henri
- rue Saint-Henri
- mont Saint-Lambert
- place Saint-Lambert
- rue Saint-Lambert
- place de la Sainte-Famille
- avenue de la Semoy
- avenue de Septembre
- rue A. & ML Servais-Kinet
- clos Sirius
- avenue du Site
- avenue A.J. Slegers
- clos A.J. Slegers
- passage du Soleil Coucyant
- rue Solleveld
- rue Sombre
- avenue Édouard Speeckaert
- avenue de la Spirale
- avenue du Stade
- rue de la Station de Woluwe
- avenue Michel Sterckmans
- chaussée de Stockel
- chemin du Struybeken

## T
- avenue Marcel Thiry
- avenue Edgard Tytgat
- rue J.B. TImmermans
- Tomberg
- place du Tomberg
- avenue Léon Tombu
- clos de la Tramontane

## V
- avenue des Vaillants
- avenue du Val d'Or
- avenue J.G. Van Goolen
- rue Vandenhoven
- avenue Émile Vandervelde
- passage de la Vecquée
- place de la Vecquée
- rue de le Vecquée
- square Velghe
- chemin du Vellemolen
- rue Vergote (aussi Schaerbeek)
- square Vergote (aussi Schaerbeek)
- place Verheyleweghen
- rue Verheyleweghen
- avenue du Verseau
- rue Vervloesem
- rue Voot

## W
- avenue de Wezembeek
- windmolenberg
- boulevard de la Woluwe
- avenue de Woluwe-Saint-Lambert
- avenue H. V Wolvens

## Y
- avenue du Yorkshire

## Z
- rue du Zéphir

- Haut – A
- B
- C
- D
- E
- F
- G
- H
- I
- J
- K
- L
- M
- N
- O
- P
- Q
- R
- S
- T
- U
- V
- W
- X
- Y
- Z